# Maryeve Dufault
Pour les articles homonymes, voir Dufault.
Maryeve Dufault est une pilote automobile et mannequin née le 16 février 1982 à Sorel-Tracy au Québec (Canada).
Elle a concouru dans plusieurs séries de monoplaces, parmi lesquelles Formule BMW, Formule Renault, Star Mazda, avant de passer au stock-car, d’abord en circuit routier dans la Série NASCAR Canadian Tire en 2010 au Grand Prix de Trois-Rivières et au circuit Gilles-Villeneuve.
Dès 2011, elle fait ses débuts dans la série ARCA RE/MAX sur le prestigieux Daytona International Speedway. En 14 départs, elle récolte quelques résultats prometteurs, dont une 12e place après être partie de la 39e au Talladega Superspeedway à sa deuxième course dans la série. Elle récolte son meilleur résultat au Chicagoland Speedway en terminant 10e. La même année, elle participe à la course NASCAR Nationwide à Montréal, terminant 30e.
Faute de commanditaires, elle ne participe qu’à trois épreuves en 2012.
Parallèlement à sa carrière de pilote, elle est aussi mannequin et participe à des émissions de télévision aux États-Unis, notamment GT Academy Playstation aux côtés des pilotes Danny Sullivan et Boris Said.
En 2008, c'est elle qui assura la doublure de Mircea Monroe en Pro Mazda, pour le film Fast Girl, de Daniel Zirilli.